# Esciro (mitología)

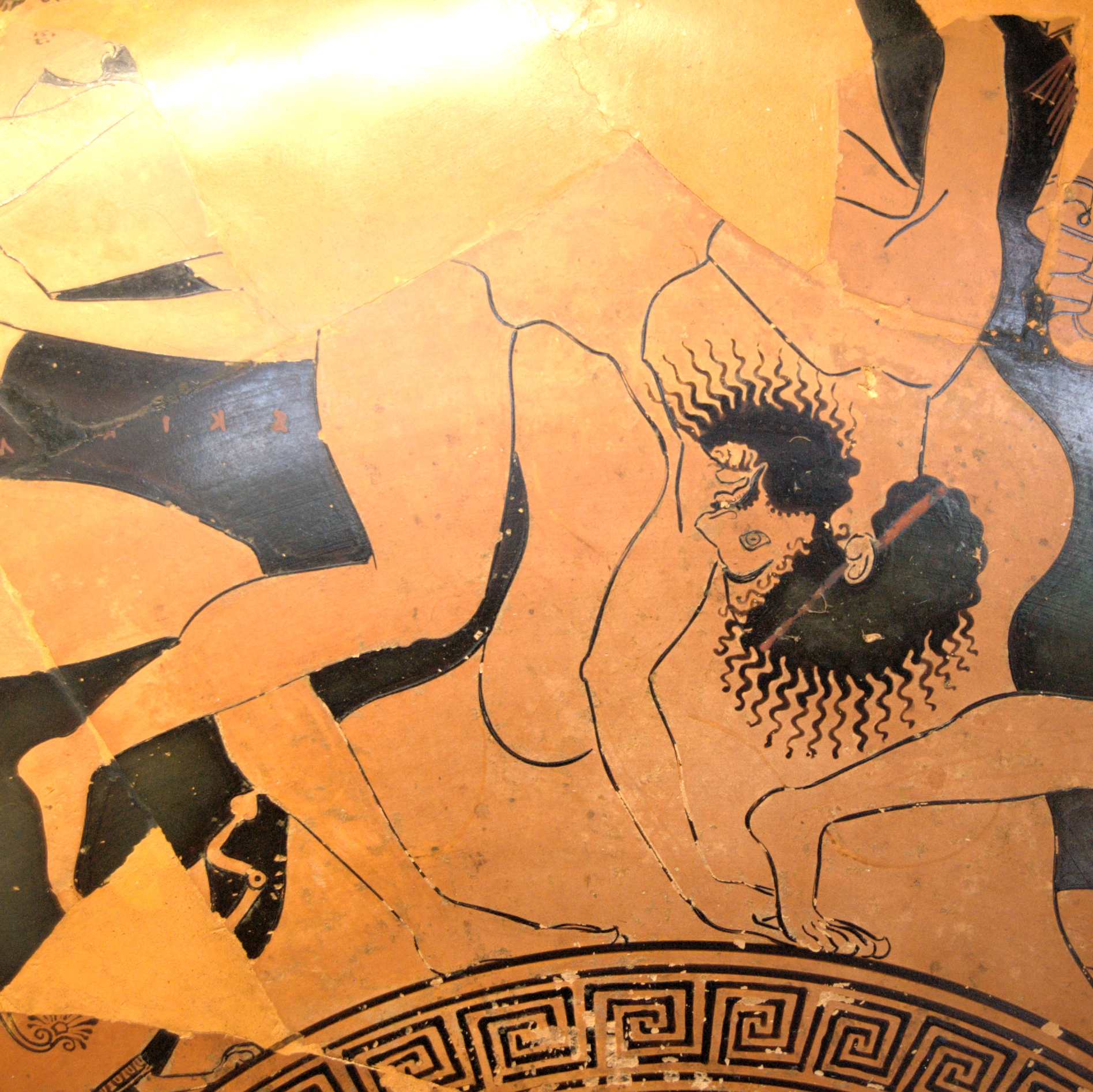
Esciro vencido por Teseo, copa ática de figuras rojas de Eufronio, 500-490 a. C., Museo del Louvre (G 104).

Escirón, Esciro o Escirio (en griego antiguo: Σκίρων, Skíron), es, en la mitología griega, un rey de Mégara y uno de los malhechores vencidos por Teseo. Fue un famoso bandido corintio que acechaba en la frontera entre el Ática y la Megáride.

## Ascendencia
Escirón fue hijo de Poseidón, de Pélope o de Caneto y Heníoque, la hija de Piteo. Pausanias dice que de Clesón, el hijo de Lélege, nació Pilas, y de Pilas, Escirón. 
Se casó con una hija de Pandión, y después llegó a disputar el reino con Niso, el hijo de Pandión, y Éaco fue juez dándole el reino a Niso y a sus descendientes, y a Escirón el mando en la guerra.

## Escirón el bandido
Escirón se instaló en un lugar llamado en su recuerdo como las «Rocas esciras», por donde pasaba el camino de la costa. La roca Molúride la consideraban consagrada a Leucótea y Palemón, y a las que estaban detrás de esta las consideraban malditas, porque Escirón, que vivía junto a ellas, arrojaba al mar a todos los extranjeros que se encontraba. Una tortuga acostumbraba a nadar debajo de las rocas para despedazar a los que eran arrojados.
El castigo por estos hechos le llegó a Escirón cuando se vio arrojado al mismo mar por Teseo. Otras fuentes añaden que Escirón obligaba a los transeúntes a lavarle los pies, y mientras lo hacía los precipitaba al abismo para alimento de una enorme tortuga; pero Teseo, agarrándolo de los pies, lo arrojó al mar.
Para recompensar a Teseo por matar a su sanguinario hijo, Poseidón prometió que le otorgaría un deseo. Convencido Teseo de que su hijo Hipólito tenía una relación incestuosa con su esposa Fedra, Teseo deseó la muerte de su hijo y Poseidón, atado por su promesa, tuvo que hacerla efectiva.

## Escirón el señor de la guerra
Los escritores de Mégara, en cambio, sostienen que Escirón no fue hombre violento ni bandido, sino verdugo de bandidos, y pariente y amigo de varones honrados y justos. Pues a Éaco se le tiene por el más piadoso de los griegos, Cicreo de Salamina recibe en Atenas honores divinos, y la virtud de Peleo y Telamón por nadie es ignorada. Pues bien, Escirón fue yerno de Cicreo, suegro de Éaco y abuelo de Peleo y Telamón, que nacieron de Endeide, la hija de Escirón y Cariclea. No es, entonces, natural que los más nobles vayan a compartir linaje con el más miserable. En cambio, aseguran que Teseo, no cuando por primera vez marchaba hacia Atenas sino más tarde, tomó Eleusis, que estaba en poder de los megarenses, después de sobornar a su gobernador Diocles, y dio muerte a Escirón.

## Descendencia
Sobre su descendencia también hay variantes. Algunas fuentes dicen que Egeo era hijo de Escirón, pero que Pandión lo había hecho pasar por suyo. Otras alegan que Éaco desposó a Endeide, hija de Escirón, y de ella le nacieron Peleo y Telamón. La esposa de Escirón y madre de Endeide es referida como Cariclo, la hija de Cicreo, rey de Salamina. También se menciona a otro hijo de Escirón, llamado Alico, que participaba en el ejército de los Dioscuros, y que fue muerto por Teseo cuando este raptó a la joven Helena.